# Hans Coray
Hans Coray (* 9. Juni 1906 in Wald ZH; † 22. November 1991 in Zürich) war ein Schweizer Künstler und Möbel-Designer.

## Leben und Werk

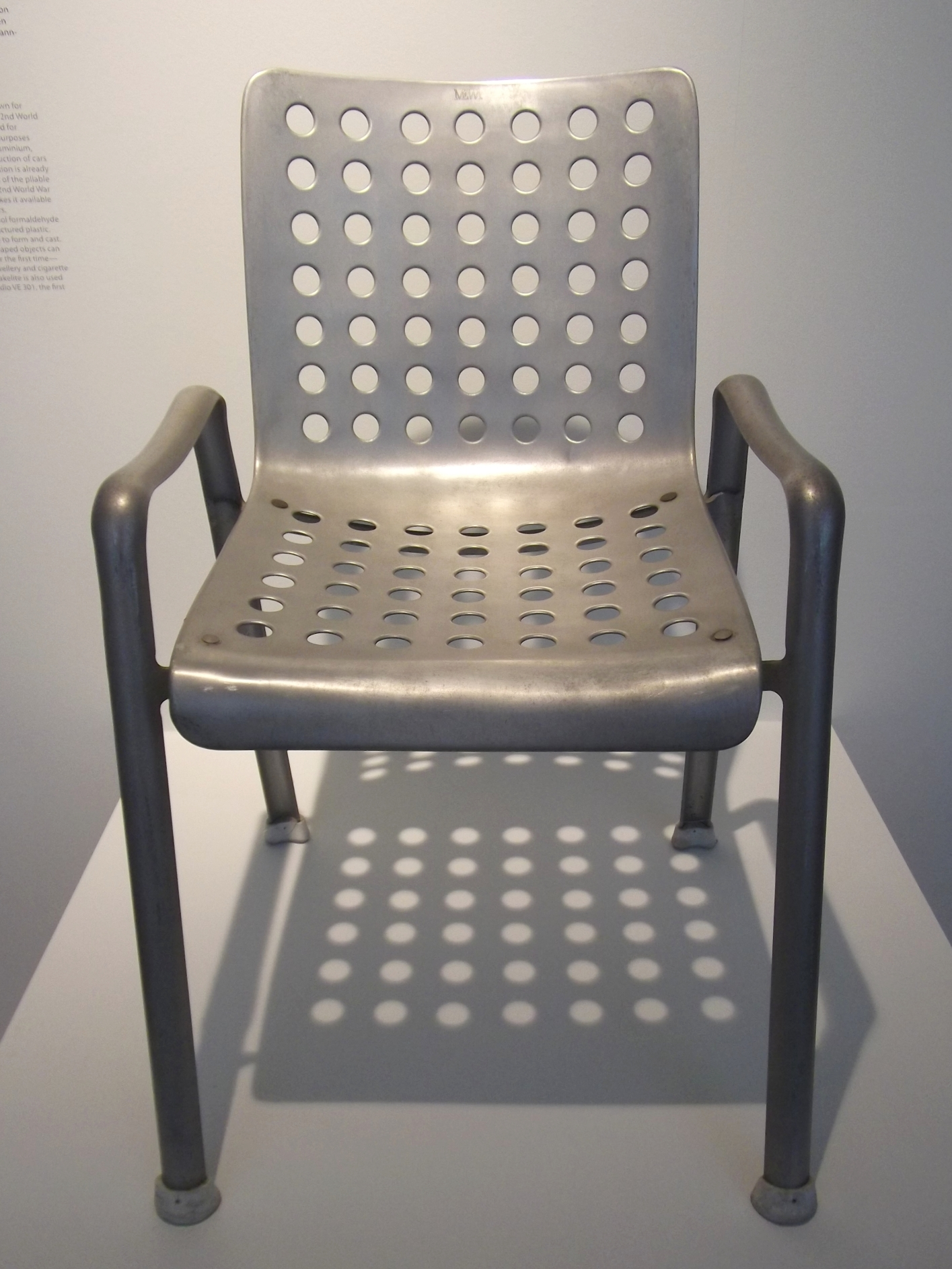
Original Landi-Stuhl

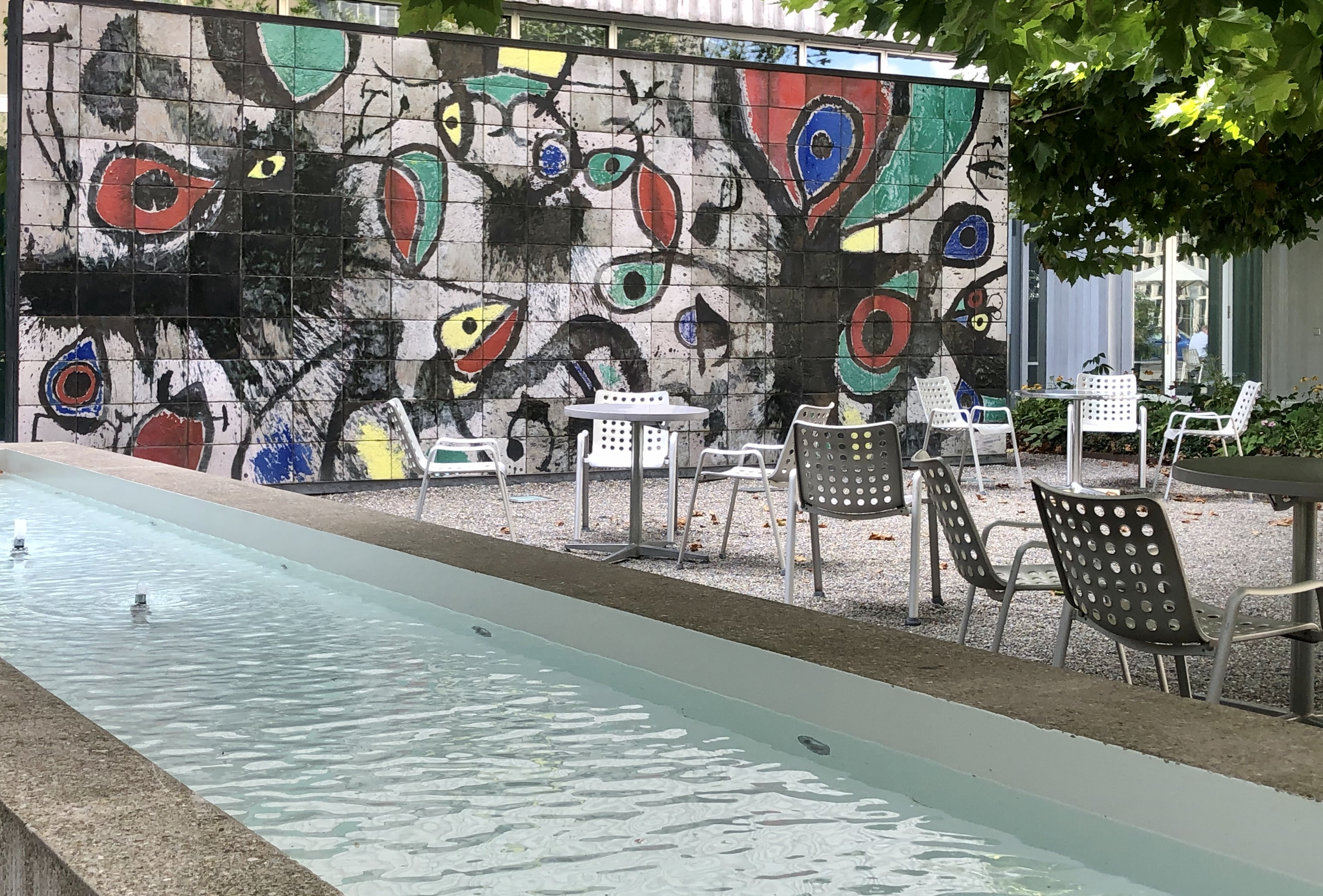
Landi-Stühle von Hans Coray im Miró-Garten, dem Atrium zwischen Moserbau und Bührlesaal des Kunsthauses Zürich

Er studierte Romanistik an der Universität Zürich und wurde 1929 promoviert. Im Jahr 1930 gestaltete er erstmals Möbel. Mit Anton Stankowski, Richard P. Lohse, Heiri Steiner, Hans Neuburg, Hans Fischli, Verena Loewensberg, Max Bill und anderen bildete er einen kulturellen Kreis in Verbindung zur Zürcher Schule der Konkreten.
Sein bedeutendster Entwurf ist der Landi-Stuhl, den er 1938 für die Schweizerische Landesausstellung von 1939 in einem Wettbewerb vorlegte und damit reüssierte. Coray, der nach den 1950er-Jahren vornehmlich als Maler und Plastiker tätig war, legte grossen Wert auf die Funktionalität und Einfachheit seiner Modelle und gilt als Vorreiter des Industriedesigns.
Sein Landi-Stuhl ist seit 2004 Teil einer Briefmarkenserie der Schweizerischen Post zum Thema Schweizer «Design-Klassiker».